# Жужелица шагреневая
Жужелица шагреневая, или жужелица чёрная (лат. Carabus coriaceus) — вид жуков-жужелиц из подсемейства собственно жужелиц. Распространён в Европе, Сирии и России. Занесён в Красную книгу Смоленской и Рязанской областей под категорию III — редкий вид. Длина тела взрослых насекомых 30—40 мм. Взрослые жуки имеют одноцветную чёрную окраску, матовые, их надкрылья в грубых морщинках.